# Baz (Albanien)
Baz (albanisch auch Bazi) ist ein Dorf in der Gemeinde Mat in Albanien. Bei der Gemeindereform 2015 wurde die ehemalige Komuna mit anderen Gemeinden im Norden des Kreises Mat fusioniert und zu einer Njësia administrative innerhalb der neuen Bashkia von Mat. Die Bevölkerung betrug bei der Volkszählung von 2023 1270 Einwohner.

## Geographie

### Lage
Baz liegt im Norden von Albanien zwischen Burrel im Südosten und Ulza im Nordwesten respektive in hügeligem Gebiet zwischen den Abhängen des Skanderbeggebirges im Westen und dem Ulza-Stausee im Norden.
Zur Njësia administrative gehören neben Baz auch die Dörfer Fushë-Baz, Rreth-Baz, Karica und Drit.
Die SH 6 führt durch den Ort. Bis Burrel sind es auf der Straße zwölf Kilometer. Der nordwestliche Nachbarort Stojan ist kaum anderthalbkilometer Luftlinie entfernt, gehört aber bereits zu Ulza.
Das Dorf Baz liegt auf einem kleinen Hügel auf 338 m ü. A.. Südwestlich und südöstlich des Dorfs wurden zur Bewässerung zwei kleine Staubecken angelegt.

### Klima
Das Klima ist mediterran. Die Durchschnittstemperatur beträgt 12 °C. Der heißeste Monat ist der August mit 23 °C und der kälteste der Januar mit 0 °C Durchschnittstemperatur.
Die durchschnittliche Niederschlagsmenge beträgt 1578 Millimeter pro Jahr. Der feuchteste Monat ist der November mit 185 Millimetern Regen, der trockenste der August mit 37 Millimetern.

## Geschichte
Rund um Baz und die benachbarten Dörfer Stojan und Bushkash wurden rund drei Dutzend illyrische Tumuli entdeckt.
Die früheste Erwähnung des Dorfs als Bazëda stammt aus dem 15. Jahrhundert. Baz ist im osmanischen Defter von 1467 als eine Siedlung verzeichnet, die zum Tımar der lokalen Albaner Kali Gjergji, Gjonima, Gjergji und Todori im Vilayet von Mati gehört. Das Dorf hatte insgesamt sechs Haushalte, vertreten durch die Haushaltsvorstände Andrija Kimiza, Uksiç Bardi, Lazar Muzaka, Tole Skura, Peber Kimiza und Kaznish Bardi.
Mit dem Bau des Stausees bei Ulza und der Erschließungsstraße Rruga e Dritës wurde Anfang der 1950er Jahre Baz auch ans Straßennetz angeschlossen. 1958 wurden die Bauern in Baz kollektiviert. In den 1980er Jahren gehörten noch weitere Dörfer zur Gemeinde, so dass Baz das Zentrum für rund 6000 Einwohner war.
2011 hatte die Komuna Baz noch 2228 Einwohner (Volkszählung 2011). In zwölf Jahren hatten somit 43 % der Bevölkerung den Ort und die vier Nachbardörfer verlassen. Dieser sehr hohe Wert ist nicht untypisch für stark ländliche Regionen Albaniens.